# Blur
Blur (МФА: [ˈblɜː]; англ. клякса, пятно) — британская рок-группа, основанная в 1988 году в Лондоне. Одна из самых успешных групп 90-х. В состав группы входят Деймон Албарн (вокал), Грэм Коксон (гитара), Алекс Джеймс (бас-гитара) и Дейв Раунтри (ударные). Дебютный альбом группы, Leisure (1991), комбинирует влияния мэдчестера и шугейзинга. Последовавшие стилистические изменения 1992 года — под влиянием английских гитарных групп, таких как The Kinks, The Beatles и XTC — привели к появлению на свет альбомов Modern Life Is Rubbish (1993), Parklife (1994) и The Great Escape (1995). В результате группа стала главным популяризатором брит-попа и получила широкую известность на территории Великобритании, при поддержке, не в последнюю очередь, популярной битвы в чартах, окрещённой «Битва брит-попа», с соперничающей группой Oasis. Группа продала около 50 миллионов копий альбомов по всему миру.
К концу 90-х, с выпуском альбома Blur (1997), звучание группы подверглось очередному изменению, под влиянием инди-рока и стиля лоу-фай, в котором работали американские группы, например, Pavement, которое привело группу к обретению популярности в США. Популярность в Америке, прежде всего, заслуга сингла «Song 2». Следующий альбом группы 13 (1999) полон экспериментов в области электронной музыки и госпела.
В мае 2002 года, Коксон покидает группу, в начале записи седьмого альбома группы, Think Tank (2003). Альбом, так же как и 13, содержит эксперименты с электронной музыкой. Гитарные партии альбома не отличаются особенной сложностью и акценты в музыке Blur меняются; всё больше и больше проявляется растущая заинтересованность Албарна африканской музыкой.
После тура 2003 года Blur не работали в студии и не давали никаких живых выступлений, а все участники группы были заняты сторонними проектами. В декабре 2008 года группа воссоединилась в оригинальном составе; в 2009 году прошёл ряд успешных концертов. 21 февраля 2012 года группа получила премию за выдающийся вклад в развитие музыки на 32-й церемонии BRIT Awards. 12 августа 2012 года группа выступила на закрытии Летних Олимпийских игр 2012. 27 апреля 2015 года вышел первый за 12 лет студийный альбом группы под названием The Magic Whip. 21 июля 2023 группа выпустила девятый студийный альбом The Ballad of Darren.

## История

### Создание группы иLeisure(1988—1991)
Друзья детства, Деймон Албарн и Грэм Коксон, познакомились с Алексом Джеймсом, когда начали своё обучение в Голдсмитском Университете, в Лондоне, в 1988 году. На тот момент, Албарн был участником группы Circus, к которой в октябре того же года присоединился барабанщик Дейв Раунтри. Circus обратились к услугам Коксона, когда лишились своего гитариста. Лишившись в октябре 1988 ещё двоих участников, группа приняла и Алекса Джеймса, в качестве бас-гитариста. Участники новообразовавшейся группы взяли название Seymour, вдохновлённые Сеймором из повести Джерома Сэлинджера «Симор: Введение». Первое живое выступление группы состоялось летом 1989 года. В ноябре Энди Росс из компании Food Records посетил выступление группы, убедившее его позвать группу на лейбл. Единственным пунктом, по которому Энди, Food Records и парни не находили согласия, было название группы. Food предложили группе на выбор несколько названий, из которых ребята выбрали «Blur». Food Records подписали контракт с новонаречённой группой в марте 1990 года.
С марта по июль 1990 года Blur проводят в турне по Великобритании, проверяя на публике новый материал. В октябре 1990, по окончании турне, Blur выпускают сингл «She's So High», поднявшийся до 48 места в Великобритании. Группа столкнулась со сложностями при подготовке следующего сингла, которые, впрочем, были решены сотрудничеством с продюсером Стивеном Стритом. В результате их совместных действий свет увидел сингл «There’s No Other Way», ставший хитом и поднявшийся до восьмого места. Успех сингла превратил Blur в звёзд и ввёл их в клику групп, часто появлявшихся в клубе Syndrome, в Лондоне, прозванную «сцена празднующая сама себя». Журнал NME писал в 1991 году, «Они [Blur] — вполне приемлемое, симпатичное личико всего семейства групп, появившегося с того момента, как манчестерская волна начала испаряться».
Третий сингл группы, «Bang», не принёс утешения, достигнув только 24 позиции. Энди Росс и владелец Food, Дэвид Бальфе, были убеждены, что лучшим для Blur было бы продолжать развиваться под влиянием мэдчестера. Группа принимает иное решение — разнообразить своё звучание. Но запись дебютного альбома тормозится из-за того, что Албарну приходится писать тексты непосредственно в студии. В результате, вышедший альбом «Leisure» (1991) поднялся до седьмого места в британском чарте альбомов, но диск, цитируя журналиста Джона Харриса, «не мог избавиться от привкуса анти-климакса».

### Период брит-попа (1992—1995)
Когда в 1992 году обнаруживается, что за группой числится задолженность в размере £60 000, Blur едут в тур по США с целью восполнить финансовые потери. Группа выпускает сингл «Popscene», совмещая дату его выхода с датой начала турне. С массой «панкушного гитарного драйва, поп-хуков 60-х, британских труб, бешенства и юмора в постмодернистском стиле», песня «Popscene» была кульминацией творчества группы того периода. Тем не менее сингл не поднялся в британском чарте выше 32 позиции. «Мы чувствовали, что 'Popscene' была важной записью и являлась для нас, своего рода, отправной точкой; очень, очень английская запись», — сказал Албарн NME в 1993, — «но она раздражала множество людей… мы выложились по-полной, рвались на части, преследуя эти английские идеалы и оказалось, в конечном счёте, что никто не заинтересован». После блёклого появления на свет «Popscene», планируемый выход другого сингла, названного «Never Clever», был отменён, а работа над вторым альбомом Blur была возобновлена с некоторым переосмыслением.
На протяжении двухмесячного турне по США группа становится всё более и более раздраженной. Члены группы часто срывают злобу друг на друге; высшим моментом стали несколько физических конфронтаций. Все четверо тосковали по дому; Албарн говорил: «Мне стало не хватать, действительно, самых обыкновенных вещей… Я скучал по всему в Англии, так что я начал писать песни, воссоздающие английскую атмосферу». Blur (в особенности Албарн), вернувшись в Великобританию, были сбиты с ног успехом конкурирующей с ними группы Suede. Более того, Blur могли лишиться контракта со своим лейблом; на одном из концертов 1992 года произошли две вещи: отвратительное выступление Blur и прекрасно принятое всеми выступление Suede, что несколько взволновало руководство компании Food. В этот момент Blur принимают решение сместить акценты и подвергнуть изменению свою идеологию. Группа решает обратиться к своему, английскому, музыкальному наследию вместо того, чтобы следить за американскими гранж-группами, такими как Pearl Jam и Nirvana. Несмотря на скептицизм в отношении нового манифеста Албарна, о приглашении на роль продюсера второго альбома Энди Партриджа из группы XTC, Бальфе дал одобрение выбору группы. Пробные сессии с Партриджем вышли неудовлетворительными, поэтому группа вновь обращается к Стивену Стриту.
Второй альбом, Modern Life Is Rubbish, был готов к выходу в декабре 1992 года, но Food Records заявила, что альбому необходимо больше потенциальных хит-синглов и группа возвращается в студию уже во второй раз. Blur уступили и Албарн написал «For Tomorrow», ставшую главным синглом альбома. Но и «For Tomorrow» блестящего успеха не имел — сингл остановился на 28 месте. Modern Life Is Rubbish выходит в мае 1993 года. К сообщению о выходе альбома было добавлено фото с надписью «British Image 1» («Британский образ 1»), сделанная в виде граффити на заднем плане, за группой (одетой в смесь одежды модов и скинхедов) и питбулем. К 1993 году такие фото воспринимались обществом как националистские и расистские; чтобы избежать серьёзного конфликта группа выпустили фото «British Image 2» («Британский образ 2»), изображавшее «аристократическое распивание чая на привале в довоенные годы». Но, опять же, наивысшей позицией, которую занял альбом в Британии была 15.
Финансовые дела Blur резко улучшились с выходом альбома Parklife в 1994 году. Первый сингл альбома, с одноимённой заглавной песней, сделанной в стиле диско, «Girls & Boys», был хорошо принят BBC Radio 1 и попал на 5 позицию в чарте. Parklife дебютировал в британском чарте на 1 позиции и продержался в чарте 90 недель. Восторженно встреченный музыкальной прессой, NME назвал альбом «великой поп-записью… больше, увереннее, законченнее и забавнее чем Modern Life is Rubbish» — Parklife был наречен одной из записей, определяющих брит-поп. После выхода альбома были выпущены ещё два сингла, включавшие балладу «To the End» и мод-гимн «Parklife». Blur выиграли четыре награды BRIT Awards 1995 года, включая категории «Лучшая группа» и «Лучший альбом». Коксон позже определил этот период с шумихой вокруг Parklife, как момент, когда «Blur вышли из числа тех, кого награждали как альтернативных, левофланговых, претензионных групп, став новой, невероятной поп-сенсацией».
К работе над своим четвёртым альбомом, The Great Escape, Blur приступили в начале 1995 года. Основываясь на двух предыдущих альбомах, Албарн написал несколько текстов с изложениями от третьего лица. Джеймс даёт такое объяснение: «Всё это было много детальнее, более оркестрово, более театрально, и тексты были намного более витиеваты… всё это было дисфункционально, неподходящие герои обламывали». Релиз главного сингла альбома «Country House» стал частью соперничества с манчестерской группой Oasis. Противостояние было названо «The Battle of Britpop» («Битва Брит-попа»). Для увеличения антагонизма между группами, Blur и Oasis в конечном счёте, решают выпустить свои новые синглы в один день. Это событие было прозвано «NME» «The British Heavyweight Championship» («Состязание тяжеловесов Британии»). В это время СМИ раздули борьбу между Oasis и Blur. Ноэл Галлахер в интервью с Observer пожелал Деймону Албарну и Алексу Джеймсу «подцепить грёбаный СПИД и сдохнуть». Позже он извинился в журнале Melody Maker. Обсуждения насчёт того, какая группа будет на вершине Британского чарта стали феноменом, и Албарн появился в программе News at Ten (десятичасовые новости). К концу недели «Country House» продавался значительно лучше чем «Roll With It» Oasis, в соотношении 274 000 копий к 216 000 копий, сингл же стал первым синглом № 1 для Blur. Но несмотря на победу Blur в этом «сражении», всю «войну» выиграли Oasis: их новый альбом достиг намного лучших результатов, чем альбом Blur The Great Escape (в первый год продаж альбом Oasis 11 раз становился платиновым против 3-х Blur).
The Great Escape вышел в сентябре 1995 и получил восторженные отзывы критиков, также озаглавив чарт Великобритании. NME восторженно приветствовал его как «достигший совершенства, великолепный, останавливающий сердце и вдохновляющий». Но на фоне вышедшего в то же время четырёхкратно платинового альбома «(What's the Story) Morning Glory?» группы Oasis, «The Great Escape» смотрелся более тускло и пребывал в тени славы. Таким образом, по итогам года, Blur уступила только Oasis. По этому поводу СМИ язвительно подметили что «Blur выиграли сражение, но проиграли войну».

### Новое звучание (1996—2000)
К 1996 году отношения между членами группы стали очень напряжёнными. В феврале журнал «Q» опубликовал статью в которой говорилось, что у Грэма Коксона возникли проблемы с алкоголем, а Алекс Джеймс зашёл слишком далеко в своей звёздной болезни. Деймон и Грэм часто ссорились, и стало ясно, что группе необходим отдых. В мае 1996 года выходит альбом «Live At The Budokan» с концертными записями группы. В июле отношения между участниками группы улучшились, и Blur отправляются в Исландию, чтобы с новыми силами приступить к записи нового студийного материала.
В феврале 1997 года выходит пятый студийный альбом группы с одноимённым названием «Blur». Диск отличается существенным изменением стиля в сторону инди-рока и лоу-фай. Несмотря на то, что этот альбом не мог сравниться с продажами предыдущих альбомов в Великобритании, «Blur» стал самой успешной пластинкой группы на международном уровне. Первый сингл с альбома «Beetlebum» дебютировал на первой позиции в британских чартах. Альбом получил много положительных обзоров от критиков, а второй сингл «Song 2» стал настоящим прорывом. Клип на песню «Song 2» был номинирован как: «Лучшее видео» — MTV (1997), «Лучшее альтернативное видео» — MTV (1997), «Лучшие видео» — NME Awards (1998). После того как «Song 2» была лицензирована для использования в саундтреках, рекламе и ТВ-шоу, она стала самой узнаваемой песней группы. Успех этой песни и всего альбома в Америке, вскоре вернули группе популярность и в Великобритании. После такого успеха, группа отправилась в девятимесячный концертный тур.
В феврале 1998 года, через несколько месяцев после окончания тура, Blur выпускают сборник ремиксов «Bustin’ + Dronin’», над которым потрудились такие известные исполнители как Тёрстон Мур, Уильям Орбит и Moby. Работа над новым альбомом началась в июне 1998, а в августе того же года, Коксон выпустил свой дебютный соло-альбом «The Sky is Too High» на собственном лейбле «Transcopic Records».
Вышедший в марте 1999 года, шестой студийный альбом Blur 13 по своему звучанию был ещё дальше от брит-попа и полон экспериментов с электронной музыкой. Альбом получил в основном благоприятные отзывы в прессе. Журнал Q назвал его плотным, захватывающим, своеобразным арт-роковым альбомом. 13 дебютировал в верхней строчке в британских чартах, оставаясь в них в течение двух недель. 22 февраля 1999 вышел первый сингл с альбома «Tender», занявший второе место в чартах. Второй сингл «Coffee & TV» вышел в апреле и занял 11 место в чартах, а клип завоевал множество наград.
В октябре 2000 года группа выпускает новый сингл «Music Is My Radar» и сборник лучших хитов «Blur: The Best Of», который дебютировал на 3-м месте в чартах Великобритании. К этому времени группа в окончательно отходит от брит-попа. Звучание становится всё более экспериментальным и схожим с арт-роком.

### Уход Коксона, новый альбом и перерыв (2001—2008)
После альбома 13 и концертного тура 1999—2000 гг. участники группы решили сделать перерыв, во время которого они занялись сторонними проектами. Грэм Коксон выпустил три сольных альбома, а Деймон Албарн посвятил своё время проекту Gorillaz — анимированной группе, которую он создал с Джейми Хьюлеттом. В это время Алекс Джеймс работает с Fat Les, Софи Эллис-Бекстор и Марианной Фейтфул. Тем не менее отношения между участниками группы стали опять напряжёнными. Сторонние проекты мешали записи нового студийного альбома.
В середине 2002 года участники группы вновь собираются в студии в Марракеше для записи седьмого студийного альбома, но Грэм Коксон не поехал вместе с ними. После нескольких недель неопределенности он подтвердил, что покидает Blur по причинам, связанными с творческими разногласиями с Албарном и алкогольной зависимостью. Последним вкладом Грэма в запись нового студийного альбома стала гитарная партия в песне «Battery in Your Leg». В ноябре 2002 года ограниченным тиражом вышел сингл «Don’t Bomb When You’re The Bomb», первый студийный материал, выпущенный без Коксона. Композиция представляла собой музыкальный ответ Албарна на военный конфликт на Ближнем Востоке. Название сингла было написано на арабском языке. Песня отличалась смесью экспериментального рока, краут-рока и электро-попа. Фанаты группы были шокированы таким звучанием, но Дэймон успокоил их, заверив, что этот сингл не имеет ничего общего с новым альбомом.
Седьмой студийный альбом Think Tank, выпущенный в мае 2003 года, наполнен очень атмосферными и электронными звуками. Но из-за отсутствия Коксона в звучании стало намного меньше гитарного саунда, и он был заменён более простыми гитарными партиями, сыгранными Деймоном Албарном. Также Think Tank был почти полностью написан Албарном. Обложка альбома была перетрафарирована с граффити андерграундного художника Бэнкси. Альбом занял высокие места в чартах Великобритании и США, а также получил награду от журнала Q как «Лучший альбом года». Многие журналы включили его в списки лучших музыкальных достижений 2003 года. Журнал «NME» поставил диск на 20-е место в списке лучших альбомов десятилетия. В 2004 году «Think Tank» был номинирован на премию Brit Awards в категории «Лучший альбом». В поддержку альбома Blur отправились в мировое турне и выпустили три сингла: «Out of Time», «Crazy Beat» и «Good Song».
В 2005 году участники группы сообщили, что готовятся к записи мини-альбома и что отрицают идею о найме нового гитариста вместо Грэма Коксона. Но запись была прервана. Через некоторое время Коксон возвращается в Blur, и в апреле 2007 года Алекс Джеймс объявил о возможном воссоединении группы и начале записи нового альбома в октябре того же года. Однако этого так и не произошло, и в последующем году участники группы были заняты в сольных проектах.

### Воссоединение группы (2008—2015)
В декабре 2008 года Албарн и Коксон заявили, что группа намерена воссоединиться для концерта в Гайд-парке 3 июля 2009 года, но после того как все билеты были проданы в течение 2-х минут после начала их продажи, участники группы объявили о дополнительном концерте 2 июля. В июне 2009 Blur выпускают сборник лучших хитов «Midlife: A Beginner's Guide to Blur», в который вошли все синглы группы с 1993 по 2003 гг. Также 28 июня 2009 года Blur выступили на фестивале Гластонбери. Концерты получили множество восторженных отзывов от критиков, а журналист Алексис Петритдис оценил выступления группы в пять звёзд, и сказал что «музыка группы Blur становится лучше по прошествии лет … они звучат ещё более неистово, чем это было на пике их славы». В последующие месяцы группа выступает на различных фестивалях. В апреле 2010 выходит новый сингл «Fool's Day», который является первой студийной работой группы с 2003 года, записанной в оригинальном составе.
В феврале 2012 года Грэм Коксон в интервью шотландской газете «Daily Record» объявил, что участники группы собираются в студии для записи нового студийного альбома. Позднее, в том же месяце, Грэм Коксон и Деймон Албарн на благотворительном концерте «War Child’s 2012 Brit Award» сыграли новую песню «Under the Westway». 21 февраля 2012 года за выдающийся вклад в музыку группа была награждена премией «Brit Awards». В апреле Blur объявили, что в июле 2012 года состоится релиз бокс-сета «Blur 21», в который войдут все семь студийных альбомов группы, четыре компакт-диска с неизданным материалом и три DVD-диска с видеоклипами и интервью. В мае Уильям Орбит в интервью журналу «NME» сообщил, что группа временно прекратила запись нового альбома. 2 июля Blur выпускают два новых сингла: «Under the Westway» и «The Puritan». 12 августа 2012 года группа Blur, совместно с группами New Order и The Specials, выступила на закрытии Летних Олимпийских игр 2012 в Гайд-Парке.
13 июля 2013 года Blur выступили хэдлайнерами в Москве на юбилейном ежегодном фестивале Пикник «Афиши». Группа однажды уже посещала Россию: музыканты давали два концерта в Москве осенью 2003 года в ДК Горбунова по приглашению MTV Russia.

### The Magic Whipи второй перерыв (2015—2022)
27 апреля 2015 года вышел первый за 12 лет студийный альбом The Magic Whip. В декабре вышел документальный фильм о процессе записи The Magic Whip, который был показан в некоторых британских театрах.
После тура-поддержки The Magic Whip Blur с тех пор взяли паузу. В 2018 году Албарн сказал, что воссоединение Blur «никогда не бывает невозможным», и признался: «Мне бы не хотелось думать, что я больше никогда не буду играть с этими музыкантами.»
В марте 2019 года творческий отпуск группы прервался и музыканты сыграли три песни на мероприятии Africa Express в поддержку артистов из Африки.

### The Ballad of Darrenи второе воссоединение (2022—настоящее время)
14 ноября 2022 года Blur объявили, что выступят на стадионе Уэмбли 8 июля 2023 года – это их первое выступление с 2015 года. 10 февраля 2023 года, в рамках воссоединения, группа совместно с брендом одежды PLEASURES выпустила линейку вещей, посвященных их альбому 1997 года Blur.
18 мая 2023 года Blur выпустили «The Narcissist», первый сингл со своего девятого студийного альбома The Ballad of Darren. На следующий день, 19 мая 2023 года, группа отыграла свой первый концерт за восемь лет в Центре искусств Колчестера в Колчестере. После разогревающих концертов Blur выступили в Primavera Sound в Барселоне и Замке Малахайд недалеко от Дублина. Blur выступили хэдлайнерами на стадионе Уэмбли 8 и 9 июля 2023 года, при этом Jockstrap, Sleaford Mods и Self Esteem выступили на разогреве на первом шоу, а The Selecter и Пол Уэллер — на разогреве на втором. The Ballad of Darren был выпущен 21 июля, и ему предшествовал второй сингл «St. Charles Square». После выхода альбома группа выступила на Øyafestivalen в Осло 10 августа, Way Out West в Гетеборге 11 августа, Flow Festival в Хельсинки 13 августа и Summer Sonic Festival в Токио и Осаке 19 и 20 августа.
5 декабря Албарн объявил, что Blur вступают в очередной перерыв, сказав: «[Пришло] время завершить эту деятельность. Это слишком много для меня». Несмотря на это заявление, 16 января 2024 года было объявлено, что группа выступит на фестивале Coachella в Индио, Калифорния, 13 и 20 апреля. К этому добавилось одно выступление перед Coachella в Pomona Fox Theater с Jockstrap на разогреве, 10 апреля в Помоне, Калифорния. Это будут первые концерты группы в США с 2015 года. Первое выступление группы на Coachella 13 апреля привлекло значительное внимание средств массовой информации из-за отсутствия взаимодействия с толпой во время «Girls & Boys» и видимого разочарования Албарна. Во время выступления группы 20 апреля на Coachella Албарн сказал, что это, вероятно, последнее шоу группы. В начале мая 2024 года было объявлено, что в июле 2024 года выйдет новый документальный фильм о группе под названием To the End. 5 июня 2024 года группа анонсировала релиз концертного альбома, выступления в стадионе Уэмбли прошлым летом — Live at Wembley Stadium, который выйдет 26 июля.

## Музыкальный стиль и влияния
Музыкальный стиль Blur был описан как брит-поп, инди-рок, альтернативный рок, арт-поп, поп-рок, и арт-рок, с влияниями инди-рока и lo-fi. Седьмой студийный альбом группы Think Tank перешёл к более электронному звучанию. Некоторые из влияний группы включают Дэвида Боуи, Бобби Уомака, Уильяма Оньябора, the B-52's, the Kinks, Radiohead, Pink Floyd, the Jam и Depeche Mode.

## Дискография
Студийные альбомы
- Leisure (1991)
- Modern Life is Rubbish (1993)
- Parklife (1994)
- The Great Escape (1995)
- Blur (1997)
- 13 (1999)
- Think Tank (2003)
- The Magic Whip (2015)
- The Ballad of Darren (2023)

## Состав группы
- Деймон Албарн – ведущий вокал, клавишные, гитара (1988–2003, 2008–2016, 2019, 2022–2024)
- Грэм Коксон – гитара, бэк- и ведущий вокал, саксофон (1988–2002, 2008–2016, 2019, 2022–2024)
- Алекс Джеймс – бас-гитара, бэк-вокал (1988–2003, 2008–2016, 2019, 2022–2024)
- Дейв Раунтри – ударные, перкуссия, бэк-вокал (1988–2003, 2008–2016, 2019, 2022–2024)

Бывшие гастролирующие музыканты
- Кик Хорнс – секция рупора (1992–1995)
- Кара Тиви – клавишные (1993–1995)
- Майк Смит - клавишные, саксофон (1994–1998, 1999, 2003, 2009–2015, 2023)
- Ричард Сидуэлл – труба (1995–1999)
- Диана Гуткинд – клавишные, бэк-вокал (1995–2000)
- Саймон Тонг – гитара (2003)
- Беверли Браун – бэк-вокал (2003)
- Корнелиус Макарти – бэк-вокал (2003)
- Карл Ванден Босше – перкуссия (2003, 2015)
- Уэйн Эрнандес – бэк-вокал (2003, 2009–2015)
- Венди Роуз – бэк-вокал (2003, 2009-2015)
- Сэм Фримен – бэк-вокал (2009)
- Джанет "Куки" Рамус – бэк-вокал (2009, 2012–2013)
- Алистер Уайт – тромбон, эуфониум (2009, 2012–2014)
- Дэн Карпентер – труба (2009, 2012–2014)
- Дейв Уильямсон – тромбон (2009, 2012–2014)
- Тайрон Генри – бэк-вокал (2012)
- Барнаби Диксон – тромбон (2012–2013)
- Трэвис Коул – бэк-вокал (2013–2015)
- Рори Симмонс – труба (2015)
- Саймон Финч – труба (2015)
- Иоган Келли – тромбон (2015)
- Том Ричардс – саксофон (2015)

## Награды
- 1994: Q Awards — «Лучший альбом» («Parklife»)[118]
- 1994: Smash Hits Awards — «Лучшая альтернативная группа», «Лучший альбом» («Parklife»)[119]
- 1995: Brit Awards — «Лучшая группа», «Лучший альбом» («Parklife»), «Лучший сингл» («Parklife»)[120]
- 1995: NME Awards — «Лучшая группа»,[121] «Лучшее концертное выступление», «Лучший альбом» («Parklife»)[122]
- 1995: Q Awards — «Лучший альбом» («The Great Escape»)[118]
- 1996: Ivor Novello Awards — «Лучший автор» (совместно с Ноэлом Галлахером)[123]
- 1999: Q Awards — «Лучшее выступление в современном мире»[124]
- 2000: NME Awards — «Лучшая группа», «Лучший сингл» («Tender»)[121]
- 2003: Q Awards — «Лучший альбом» («Think Tank»)[118]
- 2003: South Bank Show Awards — «Лучший альбом» («Think Tank»)[125]
- 2009: MOJO Awards — «Вдохновение»[126]
- 2009: PRS for Music Heritage Award[127]
- 2010: NME Awards — «Лучшее выступление» (Blur at Hyde Park)[128]
- 2012: Brit Awards — За выдающийся вклад в музыку[129]